# Ranova similis
Ranova similis är en skalbaggsart som beskrevs av Stefan von Breuning 1953. Ranova similis ingår i släktet Ranova och familjen långhorningar.
Artens utbredningsområde är Madagaskar. Inga underarter finns listade i Catalogue of Life.